# Henriëtta van Pee
Henriëtta van Pee (Ámsterdam, 1692 - Haarlem, 1741) fue una pintora neerlandesa del siglo XVIII.

## Biografía
Según el Rijksbureau voor Kunsthistorische Documentatie  era nieta del pintor Jan van Pee y hija del también pintor Theodor van Pee. Contrajo matrimonio con un pintor Herman Wolters. Es conocida por sus retratos y por las copias realizadas de trabajos de otros pintores, en particular de Adriaen van de Velde y Anthony van Dyck.
Según el Instituto de Historia holandesa era una famosa pintora de miniaturas que fue visitada por Pedro el Grande y Federico Guillermo I de Prusia. Se casó con el pupilo de su padre Herman Wolters en cuyo matrimonio no tuvo hijos. En 1739 la pareja se trasladó a Haarlem donde alquilaron habitaciones en la residencia Proveniershuis. En aquel tiempo, el Provinciehuis también albergó una posada de la ciudad y era el sitio donde tenía la parada la diligencia en Haarlem, así que fue un lugar de reunión pública importante y un destino popular para viajeros. Su biografía fue escrita por Jan van Gool y Jean-Baptiste Descamps. Estaba considerada, en su tiempo, como una notable pintora femenina, pero su trabajo no es considerado hoy en día tan bueno como en el siglo XVIII. La pintora de miniatura Maria Machteld van Sypesteyn fue su alumna.